# 兰辛厄兰
兰辛厄兰（荷蘭語：Lansingerland），又译兰辛格兰，是荷兰南荷兰省的一个市镇，于2007年1月1日由市镇布莱斯韦克（Bleiswijk）、贝克尔与和罗登赖斯（Berkel en Rodenrijs）以及贝赫森胡克（Bergschenhoek）合併而成。